# ۱۴۶۵ (میلادی)
۱۴۶۵ (میلادی) هزار و چهارصد و شصت و پنجمین سال تقویم میلادی است.

## درگذشتگان
- ۵ ژانویه – شارل دورلئان، شاعر و نویسنده فرانسوی (ز. ۱۳۹۴)